# Morti nel 1670

## Gennaio(9)
- 3 gennaio - George Monck, I duca di Albemarle, ammiraglio inglese (n. 1608)
- 6 gennaio - Carlo da Sezze, religioso italiano (n. 1613)
- 16 gennaio - Bellerose, attore teatrale francese (n. 1592)
- 17 gennaio - Jean Leurechon, matematico francese (n. 1591)
- 18 gennaio - Andrea Vaccaro, pittore italiano (n. 1604)
- 19 gennaio - Giovan Battista Nicolosi, presbitero, geografo e cartografo italiano (n. 1610)
- 21 gennaio - Honorat de Bueil de Racan, poeta e drammaturgo francese (n. 1589)
- 21 gennaio - Alessandro Marsili, filosofo italiano (n. 1601)
- 25 gennaio - Nicola II di Lorena, cardinale francese (n. 1609)

## Febbraio(7)
- 1º febbraio - Celestino Telera, religioso italiano (n. 1605)
- 6 febbraio - Nicolas Prévost, pittore francese (n. 1604)
- 9 febbraio - Federico III di Danimarca, re danese (n. 1609)
- 9 febbraio - Lodovico Vedriani, storico italiano (n. 1601)
- 17 febbraio - Elizabeth Hall, inglese (n. 1608)
- 24 febbraio - Giuseppe Ciantes, vescovo cattolico e orientalista italiano (n. 1602)
- 25 febbraio - Matteo Garvo Allio, scultore italiano

## Marzo(6)
- 1º marzo - Giovanna Maria Bonomo, religiosa italiana (n. 1606)
- 10 marzo - Louis Jacob de Saint Charles, religioso francese (n. 1608)
- 16 marzo - Johann Rudolph Glauber, alchimista, farmacista e chimico tedesco (n. 1604)
- 17 marzo - Guillén Ramón de Moncada y Castro, nobile, militare e politico spagnolo (n. 1619)
- 18 marzo - Carlo Strozzi, storico e politico italiano (n. 1587)
- 22 marzo - Pietro Fullone, poeta e letterato italiano

## Aprile(9)
- 6 aprile - Eleonora Baroni, musicista e cantante italiana (n. 1611)
- 9 aprile - Samuel Sorbière, traduttore e filosofo francese (n. 1615)
- 12 aprile - Scipione Pannocchieschi, cardinale e arcivescovo cattolico italiano (n. 1598)
- 12 aprile - Jirjis Rizqallah, patriarca cattolico libanese
- 19 aprile - Samuel Przypkowski, teologo polacco (n. 1592)
- 23 aprile - Loreto Vittori, poeta, librettista e compositore italiano (n. 1600)
- 26 aprile - Bartolomeo Campomenoso, mercante e presbitero fiammingo (n. 1597)
- 27 aprile - Jean Du Breuil, scrittore, saggista e matematico francese (n. 1602)
- 28 aprile - Alexandre de Prouville, militare e politico francese

## Maggio(10)
- 5 maggio - François-Annibal d'Estrées, militare e diplomatico francese (n. 1573)
- 10 maggio - Claude Vignon, pittore, incisore e illustratore francese (n. 1593)
- 12 maggio - Scipione Gonzaga, condottiero e diplomatico italiano (n. 1595)
- 19 maggio - Ferdinando Ughelli, monaco cristiano, abate e storico italiano (n. 1595)
- 21 maggio - Johan Picardt, religioso e medico tedesco (n. 1600)
- 21 maggio - Giovanni Andrea Sirani, pittore e incisore italiano (n. 1610)
- 21 maggio - Niccolò Zucchi, gesuita, astronomo e fisico italiano (n. 1586)
- 23 maggio - Ferdinando II de' Medici, sovrano italiano (n. 1610)
- 27 maggio - Francesco Capecelatro, scrittore e storico italiano (n. 1595)
- 31 maggio - Josceline Percy, XI conte di Northumberland, conte britannico (n. 1644)

## Giugno(9)
- 5 giugno - Ghiron Francesco Villa, nobile e generale italiano
- 14 giugno - François Annat, gesuita francese (n. 1590)
- 15 giugno - Camillo Domenico Rospigliosi, nobile e mecenate italiano (n. 1601)
- 17 giugno - Raffaello Carrara, medico e poeta italiano (n. 1601)
- 21 giugno - Claude Duval, brigante francese (n. 1643)
- 22 giugno - Erdmute Sofia di Sassonia, principessa (n. 1644)
- 23 giugno - Francesco Grassia, scultore italiano
- 30 giugno - Federico di Anhalt-Harzgerode, nobile (n. 1613)
- 30 giugno - Enrichetta d'Inghilterra, nobile britannica (n. 1644)

## Luglio(2)
- 18 luglio - Giuseppe Allevi, musicista italiano (n. 1603)
- 20 luglio - Johannes Vingboons, cartografo, incisore e pittore olandese

## Settembre(6)
- 11 settembre - Jeanne Chézard de Matel, religiosa francese (n. 1596)
- 12 settembre - Frans Denys, pittore fiammingo
- 16 settembre - William Penn, ammiraglio inglese (n. 1621)
- 18 settembre - Scipione Errico, poeta, scrittore e drammaturgo italiano (n. 1592)
- 18 settembre - Jan Meyssens, pittore, incisore e editore fiammingo (n. 1612)
- 28 settembre - Luisa Giuliana di Erbach, nobile tedesca (n. 1603)

## Ottobre(5)
- 8 ottobre - Lorenzo Nomis di Valfenera e Castelletto, politico italiano (n. 1590)
- 11 ottobre - Louis Le Vau, architetto francese (n. 1612)
- 20 ottobre - Giorgio Darmini, vescovo cattolico italiano (n. 1593)
- 26 ottobre - Gerolamo Visconti, vescovo cattolico italiano (n. 1613)
- 31 ottobre - Gian Galeazzo Trotti, nobile, condottiero e generale italiano

## Novembre(8)
- 5 novembre - Viviano Codazzi, pittore italiano
- 6 novembre - Francesco Nerli il Vecchio, cardinale e arcivescovo cattolico italiano (n. 1594)
- 8 novembre - Emmanuele di Anhalt-Köthen, nobile tedesco (n. 1631)
- 12 novembre - Bonaventura Teuli, arcivescovo cattolico italiano (n. 1596)
- 15 novembre - Comenio, teologo, pedagogista e filosofo ceco (n. 1592)
- 21 novembre - Guglielmo VII d'Assia-Kassel, nobile tedesco (n. 1651)
- 22 novembre - Sofia di Assia-Kassel, nobildonna tedesca (n. 1615)
- 26 novembre - Jacob van Loo, pittore olandese (n. 1614)

## Dicembre(4)
- 4 dicembre - Emilia di Oldenburg, nobile tedesca (n. 1614)
- 16 dicembre - Dorothy Savile, viscontessa Halifax, nobildonna inglese (n. 1640)
- 17 dicembre - Luigi Pappacoda, vescovo cattolico italiano (n. 1595)
- 24 dicembre - Jan Mijtens, pittore e disegnatore olandese (n. 1614)

## Senza giorno specificato(35)
- Cristóbal de Acuña, missionario spagnolo (n. 1597)
- García de Avellaneda y Haro, diplomatico spagnolo (n. 1584)
- Lorenzo Bedogni, pittore e architetto italiano
- Paolo Bonoli, storico e storiografo italiano (n. 1630)
- William Bridge, religioso inglese (n. 1600)
- Francesco Cavrioli, scultore italiano
- Samuel Collins, medico e saggista inglese (n. 1619)
- Giovanni Maria Conti della Camera, pittore italiano (n. 1614)
- Andrea Costaguta, religioso e architetto italiano (n. 1610)
- Jan Coxie, pittore e disegnatore fiammingo (n. 1629)
- Jérôme David, incisore francese
- Giuseppe Donzelli, nobile, farmacista e storico italiano (n. 1596)
- Daniel van den Dyck, pittore e incisore fiammingo (n. 1610)
- Fatma Sultan, principessa ottomana (n. 1606)
- Luca Forte, pittore italiano
- Agostino Franciotti, arcivescovo cattolico italiano (n. 1630)
- Francesco Garsia, poeta, drammaturgo e giudice italiano (n. 1590)
- Giovanna Garzoni, pittrice e miniaturista italiana (n. 1600)
- Carlo Gonzaga, militare italiano (n. 1602)
- William Gouge, religioso e predicatore inglese (n. 1575)
- Bartholomeus van der Helst, pittore olandese (n. 1613)
- Karel van Mander III, pittore olandese (n. 1609)
- Francesco Melosio, poeta e magistrato italiano (n. 1609)
- Herman Nauwincx, pittore, incisore e mercante olandese (n. 1623)
- Ivan Neronov, religioso russo (n. 1591)
- Michele Pace, pittore italiano (n. 1610)
- Juan de Pareja, pittore spagnolo (n. 1606)
- Crispijn van de Passe II, incisore e disegnatore olandese (n. 1594)
- Salomon van Ruysdael, pittore olandese
- Hendrick Sorgh, pittore olandese
- Pietro Susini, poeta e drammaturgo italiano (n. 1629)
- Abraham Teniers, pittore fiammingo (n. 1629)
- Willem Godschalck van Focquenbroch, poeta, drammaturgo e medico olandese (n. 1640)
- Johannes de Monte-Snyder, alchimista tedesco
- Cristiana di Schleswig-Holstein, contessa danese (n. 1626)